# 4-es busz (Kaposvár)
A kaposvári 4-es busz a Belváros és Cser (Koppány vezér utca) között közlekedik. A buszvonalat a Kaposvári Közlekedési Zrt. üzemelteti.

## Útvonal
A táblázatban az autóbusz-állomásról induló irány látható.
| Útvonal                                      |
| -------------------------------------------- |
| Helyi autóbusz-állomás                       |
| Berzsenyi utcai felüljáró                    |
| főút                                         |
| Erdősor utca (visszafelé Gönczi Ferenc utca) |
| Koppány vezér utca                           |

## Megállóhelyek
A táblázatban a megállók a Helyi autóbusz-állomásról induló irány szerint (oda) vannak felsorolva.
| Megálló                     | Össz. km (oda) | Össz. idő (oda) | Átszállási lehetőség                                                         | A közelben található |
| --------------------------- | -------------- | --------------- | ---------------------------------------------------------------------------- | --- |
| Helyi autóbusz-állomás      | 0              | 0               | 1, 3, 5, 6, 7, 8, 8B, 8E, 8Y, 9, 10, 11, 11Y, 12, 13, 14, 15, 18, 31, 81, 91 | Polgármesteri Hivatal, Járási Hivatal, Szivárvány Kultúrpalota, Corso Bevásárlóközpont, Retro Club, Somogy Áruház, Rippl-Rónai Múzeum, Somogy Megyei Levéltár, Somogy Megyei Önkormányzat, Távolsági autóbusz-állomás, Rendelőintézet, Szarvas Üzletház, Vasútállomás                     |
| Berzsenyi utcai felüljáró   | 0,6            | 2               | 1, 3, 5, 11, 11Y, 13, 14, 15, 31 Corso Bevásárlóközpont: 12                  | Polgármesteri Hivatal, Járási Hivatal, Kapos Hotel, Nagyboldogasszony-székesegyház, Nagyboldogasszony Római Katolikus Gimnázium, Püspöki Palota, Somogyi Hírlap szerkesztősége, Széchenyi István Kereskedelmi és Vendéglátóipari Szakképző Iskola, Corso Bevásárlóközpont, Kaposvár Plaza |
| főút                        | 1,2            | 4               | 5                                                                            | |
| Rózsa utca                  | 1,8            | 5               | 5                                                                            | |
| Erdősor utca                | 2,3            | 7               |                                                                              | |
| Koppány vezér utca, forduló | 2,7            | 8               |                                                                              | Gárdonyi Géza Általános Iskola, Madár Utcai Óvoda |

A táblázatban a megállók a Koppány vezér utcából induló irány szerint (vissza) vannak felsorolva.
| Megálló                     | Össz. km (vissza) | Össz. idő (vissza) | Átszállási lehetőség                                                         | A közelben található |
| --------------------------- | ----------------- | ------------------ | ---------------------------------------------------------------------------- | --- |
| Koppány vezér utca, forduló | 0                 | 0                  |                                                                              | Gárdonyi Géza Általános Iskola, Madár Utcai Óvoda |
| Gönczi Ferenc utca          | 0,3               | 1                  |                                                                              | Posta |
| Rózsa utca                  | 0,8               | 3                  | 5                                                                            | |
| főút                        | 1,4               | 4                  | 5                                                                            | |
| Berzsenyi utcai felüljáró   | 2,1               | 6                  | 1, 3, 5, 11, 11Y, 13, 14, 15, 31 Corso Bevásárlóközpont: 12                  | Polgármesteri Hivatal, Járási Hivatal, Kapos Hotel, Nagyboldogasszony-székesegyház, Nagyboldogasszony Római Katolikus Gimnázium, Püspöki Palota, Somogyi Hírlap szerkesztősége, Széchenyi István Kereskedelmi és Vendéglátóipari Szakképző Iskola, Corso Bevásárlóközpont, Kaposvár Plaza |
| Helyi autóbusz-állomás      | 2,8               | 8                  | 1, 3, 5, 6, 7, 8, 8B, 8E, 8Y, 9, 10, 11, 11Y, 12, 13, 14, 15, 18, 31, 81, 91 | Polgármesteri Hivatal, Járási Hivatal, Szivárvány Kultúrpalota, Corso Bevásárlóközpont, Retro Club, Somogy Áruház, Rippl-Rónai Múzeum, Somogy Megyei Levéltár, Somogy Megyei Önkormányzat, Távolsági autóbusz-állomás, Rendelőintézet, Szarvas Üzletház, Vasútállomás                     |

## Betétjáratok

### 4A
A járat a Táncsics Mihály utca érintésével közlekedik. Menetidő: + 2 perc, + 1,5 km.

### 4B
A járat a Bartók Béla utca érintésével közlekedik. Menetidő: + 2 perc, + 1,5 km.

### 4F
A járat a Városi Fürdő (Virágfürdő) érintésével közlekedik. Menetidő: + 2 perc, + 1,2 km.

## Menetrend
- Aktuális menetrend Archiválva 2013. november 14-i dátummal a Wayback Machine-ben
- Útvonaltervező[halott link]